# Reinhold Aschenberg
Reinhold Aschenberg (* 13. November 1949 in Gogarten) ist ein deutscher Philosoph und pensionierter Gymnasiallehrer für Deutsch, Geschichte, Ethik und Philosophie sowie emeritierter Lehrbeauftragter an der Universität Tübingen und am Staatlichen Seminar für Schulpädagogik Tübingen.

## Beruflicher Werdegang
Reinhold Aschenberg ging auf das Engelbert-von-Berg-Gymnasium in Wipperfürth und bestand dort 1968 das Abitur. Er studierte bei Hans Wagner in Bonn sowie in Paris und Tübingen bei Klaus Hartmann und legte dort das Staatsexamen in Philosophie, Germanistik und Geschichte ab. Er wurde 1980 in Tübingen zum Dr. phil. promoviert.
Seit 1980 war er Gymnasiallehrer am Uhland-Gymnasium Tübingen, daneben Lehrbeauftragter am Philosophischen Seminar der Universität Tübingen und Fachleiter für Philosophie/Ethik am Staatlichen Seminar für Schulpädagogik Tübingen. Er bemüht sich seit seiner Dissertation in Auseinandersetzung mit der analytischen Philosophie um ein zeitgemäßes Verständnis der Kantischen Transzendentalphilosophie im Anschluss an Hans Wagner und hat zusammen mit Bernward Grünewald, Stephan Nachtsheim und Hariolf Oberer dessen Gesammelte Schriften herausgegeben. – Aus dem Rahmen einer bloßen philosophischen Abhandlung fällt seine engagierte Reflexion über die Ent-Subjektivierung des Menschen in der Shoah und dem Lagersystem des Nationalsozialismus, die mit einer scharfen Kritik der deutschen Nachkriegsphilosophie und ihrer Versäumnisse verbunden ist.

## Familie
Seit 1975 ist er verheiratet mit Heidi Aschenberg, geb. Reininghaus, und hat mit ihr zwei Töchter, Barbara und Rebecca.

## Veröffentlichungen
- Reinhold Aschenberg: Sprachanalyse und Transzendentalphilosophie. Stuttgart, Klett-Cotta, 1982. ISBN 3129135502.
- Reinhold Aschenberg: Ent-Subjektivierung des Menschen. Lager und Shoah in philosophischer Reflexion. Würzburg, Königshausen & Neumann, 2003. ISBN 9783826025563.
- Reinhold Aschenberg (Hrsg.): Hans Wagner: Religionsbriefe. Aus dem Nachlass hrsg., Königshausen & Neumann, Würzburg 2011, 264 Seiten, ISBN 978-3-8260-4551-6.
- Reinhold Aschenberg (Hrsg.): Hans Wagner: Gesammelte Schriften. Band 6, Kleinere Schriften IV: Abhandlungen zur Philosophie nach Kant. Schöningh, Paderborn, 2017. ISBN 9783506784841.
- Reinhold Aschenberg (Hrsg.): Hans Wagner: Gesammelte Schriften. Band 7, Schriften zur Religion und zur Religionsphilosophie (Ges. Schr. Bd. 7), Paderborn 2017. ISBN 978-3-506-78731-6
- Reinhold Aschenberg: Letztbegründung? Beitrag zu einer typologischen Orientierung. In: R. Hiltscher, A. Georgi (Hrsg.): Perspektiven der Transzendentalphilosophie. Freiburg/München 2002, S. 11–42.
- Reinhold Aschenberg: Geltung und Subjektivität, in: Wiener Jahrbuch für Philosophie 30, 1998, S. 215–236.
- Reinhold Aschenberg: Kategoriale Transzendentalphilosophie? Unzulängliche Bemerkungen zu einem Theorieprogramm. In: Kategorie und Wirklichkeit. Historisch-systematische Untersuchungen zum Begriff der Kategorie im philosophischen Denken. Festschrift für Klaus Hartmann. Würzburg, 1990. S. 439–456.
- Reinhold Aschenberg: Über transzendentale Argumente. Orientierung in einer Diskussion zu Kant und Strawson. In: Philosophisches Jahrbuch 85. 1978, S. 331–358.
- Reinhold Aschenberg, Klaus Brinkmann, Friedhelm Schneider und Klaus Hartmann (Hrsg.): Die Ontologische Option. Studien zu Hegels Propädeutik, Schellings Hegel-Kritik und Hegels Phänomenologie des Geistes. W. de Gruyter, Berlin, New York, 1976.
- Reinhold Aschenberg: Pegasus im Joch. In: Werk und Wirkung. S. 134f.